# Bubalus wansijocki
Bubalus wansijocki — вимерлий вид водяних буйволів, відомий у північному Китаї під час пізнього плейстоцену.
Дослідження 2014 року щодо вимерлих видів китайських буйволів показує, що споріднений Bubalus fudi є підвидом B. wansijocki.

## Палеоекологія
Багато фауністичних угруповань, пов’язаних з Bubalus wansijocki, вказують на те, що він жив у відносно теплому та вологому середовищі, яке поєднувало луки, ліси та болота. Однак період, у якому він жив, був пов’язаний із холодним середовищем, і інші угруповання, в яких були знайдені його останки, показують, що він та інші адаптовані до тепла тварини разом із адаптованими до холоду. Зараз вважається, що північний Китай пройшов через багато коротких різких періодів дуже теплих і дуже холодних змін клімату протягом пізнього плейстоцену.